# Губко, Виктор Федосеевич
Виктор Федосеевич Губко (11 сентября 1948, посёлок Майский, Сталинград — 23 октября 2005, Москва) — советский и российский скульптор. Работал в жанрах станковой, монументально-декоративной пластики, живописи и графики. Заслуженный художник Российской Федерации (1999).
Его работы представлены в собраниях многих российских музеев и галерей, а также в частных коллекциях в России, США, Франции, Израиле, Корее.

## Биография
В 1973—1978 годах учился в МВХПУ (б. Строгановское). В 1978 году начал преподавать в МГХПУ им. С. Г. Строганова.
Член Союза художников СССР с 1984 года. Член Московского Союза художников с 1990 года.
В 1997 году получил степень кандидата искусствоведения. В 1999 году — звание Заслуженный художник Российской Федерации. С 2001 года — профессор.
Умер в 2005 году. Похоронен на Хованском кладбище.

## Персональные выставки
Участвовал более чем в 140 выставках в России и за рубежом.
- Москва (1979, 1986, 1987, 1992, 1993, 1995, 1998, 2000, 2002);
- Волгоград, Калуга (1991);
- Владимир (1994);
- Электросталь, Коломна (1997).

## Награды
- Диплом МОСА (1986);
- Серебряная медаль ВДНХ СССР (1989);
- Медаль «В память 850-летия Москвы» (1997);
- Орден Преподобного Сергия Радонежского. Диплом и медаль «Лауреат ВВЦ» (2000);
- Медаль Российской Академии художеств за участие в воссоздании храма Христа Спасителя в Москве (2001).

## Музейные собрания
Работы художника находятся в собраниях:
- Государственной Третьяковской галереи;
- Государственного Русского музея;
- Волгоградского музея изобразительных искусств;
- Калужского музея изобразительных искусств;
- Владимирской картинной галереи;
- Курской картинной галереи им. А. А. Дейнеки;
- Музейно-выставочного центра г. Электростали;
- Картинной галереи «Никор» Щучинск, Казахстан;
- Музея-заповедника Остафьево;
- Музея Марины Цветаевой в г. Таруса;
- Музея Оптиной Пустыни;
- Музея-усадьбы Гончаровых «Полотняный завод»;
- Музей современного изобразительного искусства им. А. А. Пластова".